# Castanheira (Paredes de Coura)
Castanheira ist eine Gemeinde (Freguesia) im nordportugiesischen Kreis Paredes de Coura. In ihr leben 637 Einwohner (Stand 19. April 2021).